# Blubus
Blubus s.c.a.r.l. è stata una società consortile a responsabilità limitata, nata nel marzo 2005, che ha gestito il trasporto pubblico locale a Pistoia e provincia, fino al 1º novembre 2021.
I soci consortili erano Copit S.p.A., Trasporti Toscani s.r.l. e CTT Nord srl, in precedenza L.A. F.lli Lazzi S.p.A.

## Esercizio
Blubus s.c.a.r.l. ha gestito il trasporto pubblico urbano a Pistoia e in tutta la provincia, a partire dal 1º aprile 2005 al 1º novembre 2021, compreso il servizio urbano della città di Montecatini Terme.
Dal 1 Gennaio 2018 gestí operativamente il servizio automobilistico di TPL nel Bacino territoriale di Pistoia in attuazione del contratto ponte 2018-2019 tra Regione Toscana e la società ONE scarl, di cui la stessa fa parte.
Dal 1º gennaio 2020 operò in virtù di atti d’obbligo mensili emanati dalla Regione Toscana.

### Cessione del servizio
Dal 1º novembre 2021 il trasporto pubblico passa in gestione alla multinazionale RATP, tramite la controllata Autolinee Toscane, società risultante vincitrice di un precedente appalto indetto dalla Regione Toscana.

## Parco aziendale
Nel 2005, la flotta era costituita da 71 autobus urbani, 13 suburbani e 114 interurbani.